# Теза османског пада
Теза османског пада (тур. Osmanlı Gerileme Tezi) односи се на сада застарело историјско предање које је некада имало доминантну улогу у проучавању историје Османског царства. Према теорији пропадања, након златног доба повезаног са владавином султана Сулејмана Величанственог (владао: 1520–1566), царство је постепено ушло у период свеобухватне стагнације и опадања од којих се никада није могла опоравити, а период је трајао до распада царства 1923. Ова теза је коришћена током већег дела двадесетог века као основа и западног и турског схватања османске историје. Међутим, од 1978. историчари су почели да преиспитују основне претпоставке тезе о паду. Након објављивања бројних нових студија током осамдесетих, деведесетих и двехиљадитих година и преиспитивања османске историје употребом претходно неискоришћених извора и методологија, академски историчари Османског царства постигли су консензус да је читав појам османског пада био мит - да Османско царство заправо није стагнирало или уопште није стагнирало, већ је наставило да буде снажно и динамично дуго након смрти Сулејмана Величанственог. Теза о паду је критикована као "теолошка", "регресивна", "оријенталистичка", "поједностављена", и "једнодимензионална", и описана као "концепт коме нема места у историјској анализи". Историчари су одлучили да "проучавају опширније историју а не да расправљају даље о тези."
Упркос овој драматичној промени парадигме међу професионалним историчарима, теза пропадања наставља да одржава снажно присуство у популарној историји, као и академска историја коју су написали научници који нису специјалисти за Османско царство. У неким случајевима то је због континуираног ослањања од стране нестручњака на застареле и дискредитоване радове, а у другим због ослањања на одређене политичке интересе који имају користи од наставка приче о паду.

## Почеци тезе о паду

### У Османском царству
Идеја пада се први пут појавила међу Османлијама. Почела је много раније, али се увелико проширила током седамнаестог века, захваљујући књижевном жанру названом насихатнаме ("Савети за владаре"). Овај жанр је имао дугу историју, појављивао се у ранијим муслиманским царствима као што су Абасидски калифат и Селџучко царство. Насихатнаме се првенствено бавила редом и нередима у држави и друштву, она је владара представљала као оличење правде, чија је дужност била да осигура да његови поданици добију ту правду. То се често изражавало кроз концепт Круга правде (отур.dāʾire-i ʿadlīye). У овој концепцији, пружање правде од стране владара његовим поданицима би омогућило тим субјектима да напредују, јачајући владара. Ако се ово не би поштовало, друштво би престало правилно да функционише. Тако су многе Османлије описале у овом жанру, укључујући Мустафу Алија, владавину Сулејмана I као најсавршенију манифестацију овог система правде, и изнели идеју да је царство од тог златног периода почело да пада. Ови писци су посматрали промене које је царство доживело као инхерентно негативну корупцију идеализоване Сулејманове прошлости. Међутим, сада се признаје да су, уместо да једноставно описују објективну стварност, често користили жанр одбијања да изнесу своје личне притужбе. На пример, Мустафа Али био је уверен да је царство у опадању било у великој мери мотивисано фрустрацијом због неуспеха да постигне унапређење и покровитељство суда. Примарни циљ писаца насихатнаме, дакле, можда је једноставно био да заштите свој лични или класни статус у свету који се брзо мења.

### У западној Европи
Појам свеобухватног османског пада није ушао у западну историографију све до почетка деветнаестог века, са радовима историчара као што су Јозеф фон Хамер-Пургштал, који је познавао османски језик и прихватио идеју директно од османских писаца насихатнаме. Унутрашњи пад је тако замишљен као прикладно средство за објашњавање спољњих војних пораза Османлија, а деловао је и као оправдање за европски империјализам. Појам опадања османске / исламске цивилизације тако је доспео у западњачкој цивилизацији, у којој су "декадентни" Османлије били у супротности са "динамичним" западом. Ислам (као свеобухватна цивилизацијска категорија) често се представља као поларна супротност запада, при чему су западна друштва ценила слободу, рационалност и напредак, док је ислам ценио услужност, празноверје и стагнацију. Такви прикази су се одржавали до средине двадесетог века, пре свега радовима Х.А.Р. Гиба и Бернарда Луиса, који су се држали цивилизацијске концепције исламског пропадања, мењајући је новом социолошком парадигмом теорије модернизације. Ови ставови су били под све већом критиком јер су историчари почели да преиспитују своје основне претпоставке о османској и исламској историји, посебно након објављивања Саидовог Оријентализма 1978. године.

## Ставови тезе
Најистакнутији писац о османском паду био је историчар Бернард Луис, који је тврдио да Османско царство доживљава свеобухватни пад који утиче на владу, друштво и цивилизацију. Он је изнео своје погледе у чланку из 1958. године, "Нека размишљања о паду Османског царства"  који је прерастао у главно мишљење оријенталних научника средином двадесетог века. Међутим, чланак је сада веома критикован и више се не сматра тачним од стране модерних историчара. Луисови ставови су били следећи:
Првих десет султана Османског царства (од Османа I дo Сулејмана Величанственог) били су одличног личног квалитета, док су они који су долазили након Сулејмана били без изузетака "неспособни, дегенерирани и неприлагођени," a све као резултат Кафеског система сукцесије, при чему династички принчеви више нису стицали искуство у покрајинској влади пре него што су долазили на трон. Лоше вођство на врху довело је до пропадања у свим гранама власти: бирократија је престала да функционише ефикасно и квалитет њихових одлука се погоршао. Османска војска изгубила је снагу и почела да доживљава поразе на бојном пољу. Они су престали да прате напредак европске војне науке, и због тога су претрпели територијалне губитке. Како су Османска држава и друштво били усмерени ка сталном ширењу, њихова изненадна неуспех у постизању нових освајања оставио је царство неспособним да се прилагоди свом новом односу са Европом.
Економски, царство је било погођено открићем Новог света и каснијим поремећајем у економској равнотежи између Медитерана и Атлантске Европе, као и путевима открића који су Европљане довели у Индију и довели до пада обима трговина кроз османске луке. Поред тога, револуција цена довела је до дестабилизације османског кованог новца и тешке финансијске кризе, која се показала катастрофалном када је упарена са наглим растом трошкова ратовања. Како је османска коњица постала застарела, тимарски систем закупа земљишта који је постојао, пао је у застарелост, док корумпирана бирократија није могла да га замени функционалном алтернативом. Уместо тога, уведена је пореска пољопривреда, која је довела до корупције и угњетавања сељаштва и пада пољопривреде. Османска економска и војна заосталост умањена је због њихове затворености и неспремности да се усвоје европске иновације, као и све већи презир према практичној науци. Коначно, Османско царство "вратило се у средњовековну државу, са средњовековним менталитетом и средњовековном економијом - али са додатним теретом бирократије и сталне војске коју ниједна средњовековна држава никада није морала поднети."
Значајно је да објашњење османског пада нису била ограничена на геополитички положај царства међу светским царствима или на његову војну снагу. Теза пропадања била је укорењена у концепцији различитих цивилизација као јединица историјске анализе из деветнаестог и раног двадесетог века, и тако објаснила османску слабост не само у односу на њену геополитику, већ је и дефинисала у социјалним, економским, културним и моралним појмовима. Овај свеобухватни појам пропадања османске (и шире, исламске) цивилизације постао је оквир унутар којег је била схваћена османска историја од шеснаестог века.

## Критичари тезе османског пада

### Концептуална питања
Дана Сајди, у чланку који сумира критику тезе пада написаном 1970-их, идентификује следеће као главне тачке које су историчари показали: "1. Променљива природа и прилагодљивост Османске државе и друштва, економски и/или интелектуални процеси који показују знакове модернизације пре доласка запада, 3. упоредивост Османске државе и друштва са другим у свету у истом периоду, и 4. логика, или оквир, алтернативу пада и евроцентризму који се у њему подразумева, који узима у обзир феномен од седамнаестог до осамнаестог века." Прве две тачке односе се на приказ тезе о Османској држави и друштву као назадне, статичне и суштински неспособне за иновације пре „утицаја Запада“, трећи се односи на степен до ког је Османско царство било потпуно јединствено, функционише у складу са својим правилима и унутрашњом логиком, уместо да буде интегрисано у шири компаративни оквир светске историје, док се четврта бави степеном до којег је теза пада превидела локалне процесе који су се заправо дешавали у Османском царству током седамнаестог и осамнаестог века, у корист наглашавања велике приповести о османском паду и европској супериорности.
У складу са овим тачкама, уобичајена критика тезе пада је да је она телеолошка: то значи да она представља целу османску историју као причу о успону и паду царства, због чега су ранији историчари претерано наглашавали невоље царства и потцењивале његове снаге. Према Линди Дарлинг, "јер знамо да су Османлије на крају постале слабија сила и коначно нестале, све раније потешкоће које су доживеле постају "семе пропадања ", а османски успеси и извори снаге нестају из записа." Последица пропадања је идеја да је царство раније достигло врхунац, а то је такође било проблематизовано. Владавина Сулејмана Величанственог била је виђена као златно доба са којим је требало упоредити остатак историје царства. Таква поређења узроковала су ране истраживаче да трансформацију и промену виде као инхерентно негативне, пошто се царство удаљило од успостављених норми Сулејманове романтизоване и идеализоване владавине. Према Џејни Хадавеј, овај фокус на "златно доба" имао је искривљујући ефекат на његову историју: "масивно царство које је трајало више од шест векова није могло да има идеалан тренутак и идеалну пермутацију о којима би читав хронолошки и географски распон царство могао да суди. " Уместо тога, савремени историчари сматрају да је промена природан резултат прилагођавања царства свету око себе, а то је знак иновативности и флексибилности, а не пада.

### Политички критичари
Преиспитујући идеју политичког пада у Османском царству, историчари су прво испитали насихатнамске текстове који су чинили окосницу тезе о одбацивању. Многи научници, међу којима су најзначајнији  и Рифат Али Абоу-Ел-Хаџ, истакли су да критике османских писаца у савременом друштву нису под утицајем сопствених предрасуда и критиковале раније историчаре због тога што су их узимали без предрасуда критичких анализа. Штавише, "жалба о времену" је у ствари била књижевни обрт у османском друштву, а постојала је и у периоду тзв. "Златног доба" Сулејмана Величанственог. За османске писце, "пад" је био обрт који им је омогућио да просуђују савремену државу и друштво, а не опис објективне стварности. Према томе, ове радове не треба узети као доказ стварног османског пада.
Други разлог политичког пада, као што је идеја да су султани који су владали након времена Сулејмана I, били мање компетентни владари, такође је била оспорена. Владавине султана као што су Ахмед I, Осман II, and Мехмед IV (међу осталима) преиспитиване су у контексту услова њихових сопствених ера, уместо да их неприкладно упоређују са митским Сулејмановим идеалом. Заиста, сама идеја о томе да ли је Сулејманова владавина представљала златно доба на првом месту, доведена је у питање. Чињеница да султани више нису лично пратили војску на војним кампањама више се не критикује, већ се сматра позитивном и неопходном променом која је резултат трансформације царства у седентарни царски поредак. Истраживање Лесли Пирс о политичкој улози жена у Османској династији показало је нетачност претпоставке да је такозвани Султанат жена, у коме су жене чланице династије вршиле необично висок степен моћи, на неки начин или узрок или симптом царске слабости. Напротив, османске валиде султаније, принцезе, и конкубине су успеле да успоставе династичку владавину током периода нестабилности и одиграли су важну улогу у династичкој припадности. Штавише, важност убрзано растуће бирократије је сада посебно наглашена као извор стабилности и снаге за царство током седамнаестог и осамнаестог века, што посебно истиче рад Линде Дарлинг. Ослањајући се у великој мери на рад Аријела Салцмана, јачање регионалних племића у осамнаестом веку реинтерпретирано је као ефективна форма владе, а не као знак пада.

### Војне чињенице
Једна од најтрајнијих тврдњи тезе о паду била је слабост османске војске у периоду након Сулејмана. Наводно, некада страхопоштвани јањичарски корпус је постао корумпиран јер су све више придобијали привилегије за себе, стичући право да се жене, добијају децу и уписују их у корпус. Уместо да одржавају строгу војну дисциплину, почели су да се баве занимањима као трговци како би допунили своје приходе чиме су губили вољу за војском. Међутим, сада се подразумева да јањичарска партиципација у економији није била ограничена на период након Сулејмана. Јањичари су се бавили трговином већ у петнаестом веку, без икаквог очигледног утицаја на њихову војну дисциплину. Дакле, далеко од тога да су постану војно неефикасни, јањичари су наставили да буду једна од најиновативнијих снага у Европи, уводећи примену ватрене паљбе, а можда и раније од већине европских армија.
Још већа пажња посвећена је променама које је доживео тимарски систем током ове ере. Распад тимарског система сада се не види као резултат некомпетентне администрације, већ као свесна политика намењена да помогне царству да се прилагоди све монетизованијој економији крајем шеснаестог века. Дакле, далеко од тога да је то симптом пада, то је био део процеса војне и фискалне модернизације. Коњица која је зависила од тимарског система све је више застаревала до седамнаестог века, и та трансформација је омогућила Османлијама да уместо коњице подигну велику војску пешадије са мускетом, одржавајући тако своју војну конкурентност. До 1690-их, удео пешадије у османској војсци повећао се на 50–60 одсто, што је једнако њиховим хабзбуршким противницима.
У погледу производње наоружања и технологије оружја, Османлије су остале приближно једнаке са својим европским ривалима током већег дела седамнаестог и осамнаестог века. Теорију да је османски ливница топова занемаривала мобилне теренске топове производњом превеликог опсадног топа у несразмерној стопи, дискредитовао је војни историчар Габор Агостон. Упркос оријенталистичкој тврдњи да је инхерентни конзервативизам у исламу онемогућио Османлије да усвоје европске војне иновације, сада је познато да су Османлије биле предусретљиве за стране технике и изуме, и наставиле да запошљавају европске одметнике и техничке стручњаке током седамнаестог и осамнаестог века. У смислу производних капацитета, Османлије су чак могле да надмаше своје европске ривале током седамнаестог века. Они су одржали пун капацитет у производњи барута све до краја осамнаестог века, и уз ретке и кратке периоде, били су у стању да произведу довољно топова и мускета да снабдевају читаве оружане снаге, као и вишак залиха. Према Габору Агостону и Родсу Марфију, османски порази у ратовима 1683–1699 и 1768–1774 са Хабзбурговцима и Русијом најбоље се објашњавају оптерећењем логистике и комуникација узрокованих вишеструким ратним дејствима, а не осетном инфериорношћу у технологији и наоружању, а таква инфериорност, уколико је уопште постојала, била је далеко мање значајна него што се раније сматрало. Сада се верује да је османска војска успевала да одржи груб паритет са својим ривалима све до 1760-их, постепено заостајући због дугог периода мира на својим западним границама између 1740. и 1768. године, када су Османлије пропустили прилику да напредују током Седмогодишњег рата.

### Економске и фискалне чињенице
Рана критика тезе пада са економског становишта била је под снажним утицајем нових социолошких перспектива теорије зависности и теорије светских система које су артикулисали социолози као што су Андре Гундер Франк и Имануел Валерштајн током 1960-их и 1970-их. Ове теорије пружиле су утицајну критику преовлађујуће теорије модернизације која је тада била популарна међу економистима и политичким аналитичарима, и била је оквир у којем је османска економска историја била схваћена, на пример Стварање модерне Турске Бернарда Луиса из 1961. године. Теорија модернизације сматрала је да је неразвијени свет осиромашен, јер је пропустио да следи Европу напредовањем низа различитих фаза развоја (заснованих на моделу који су пре свега обезбедиле Француска и Британија), за које се претпоставило да су једнако применљиве на сва друштва. Историчари који покушавају да идентификују факторе који су онемогућили Османлије да постигну "модернизацију" окренули су се стереотипима који су чинили основу тезе пада: османска склоност ка деспотизму и летаргији која је инхибирала њихов улазак у савремени свет и довела до економске стагнације. Насупрот томе, теорија зависности гледала је на данашњу неразвијеност као производ неједнаког глобалног економског система који су постепено успостављали Европљани почевши од раног модерног периода, и на тај начин га посматрали као резултат историјског процеса, а не као једноставну немогућност прилагођавања дела незападног света. Теорија зависности, коју су у османској историји увели Хури Исламоглу-Инан и Чаглар Кејдер, омогућили су историчарима да се одмакну даље од концепата који су раније доминирали османском економском историјом, пре свега појмом "оријенталног деспотизма" који је наводно инхибирао економски развој, а уместо тога да испитају царство у смислу његове постепене интеграције у периферију новонастајућег европског центра. Накнадне покрајинске студије указале су на степен до ког је Османско царство осамнаестог и раног деветнаестог века пролазило кроз сопствену капиталистичку трансформацију независно од европске економске пенетрације, што је заузврат олакшало интеграцију царства у светску економију. Чак и након периферизације царства, османска производња, за коју се претпостављало да је пропала у односу на европску конкуренцију, сада се сматра да је расла, па чак и цветала током осамнаестог и деветнаестог века, захваљујући снази османског домаћег тржишта.
У ранијим периодима, османска економска и фискална криза била је повезана пре свега са катастрофалним ефектима револуције цена крајем шеснаестог века. Међутим, ова економска криза није била јединствена само за Османлије, већ су је делиле европске државе, јер су се све бориле са различитим притисцима инфлације, демографским померањима и растућим трошковима ратовања. Поређењем Османског царства са његовим суседима, историчари су показали да вишеструке кризе које је царство доживљавало крајем шеснаестог и почетком седамнаестог века могу се сматрати делом ширег европског контекста који је окарактерисан као „општа криза“ седамнаестог века, а не знак јединственог османског пада. Претпоставка да се османска економија није могла опоравити од ових криза била је укорењена и у лошем стању знања о османској економији крајем седамнаестог и осамнаестог века, као и у томе како се лако чинило да се уклапа са постојећим идејама о османском паду. Међутим, каснија истраживања су показала да је, према речима Шевкета Памука, осамнаести век "заправо био период опоравка османског монетарног система", указујући да "стара теза о континуираном паду не може бити одржива". Далеко од стања пропадања, прва половина осамнаестог века била је период значајне експанзије и раста османске економије.
Остали претпостављени узроци османског економског пада такође су били оспоравани. Успостављање нових поморских трговачких путева од стране европских трговаца у Индију око рта добре наде, заобилазећи османске територије, имало је далеко мање значајног утицаја на османску економију него што се некада претпостављало. Ранија учења су описивала да су Португалци успоставили скоро монополско кретање луксузне робе, нарочито зачина, у Европу, а у суштини Португалија је била само један од многобројних учесника који су учествовали на трговачкој позорници Индијског океана. Чак и крајем шеснаестог века, азијски трговци који су користили традиционалне трговачке путеве Црвеног мора преко османске територије превозили су четири пута више зачина од португалских трговаца, и све до почетка осамнаестог века, више сребрног новца је настављено да се слива у Индију преко традиционалних блискоисточних путева него преко новог пута око рта добре наде. Губитак прихода који се догодио надокнађен је порастом трговине кафом из Јемена током седамнаестог века, који је, заједно са снажним комерцијалним везама са Индијом, осигурао континуирани просперитет трговине Црвеним морем и Каиром као комерцијалним центром.
Историчари, као што је горе поменути Бернард Луис, су помињали наводни пад квалитета бирократских записа царства као показатељ стагнације у османском административном апарату. Историчари сада признају да се такав пад никада није догодио. Ова промена у вођењу евиденције могла се приписати не губитку квалитета, већ промени природе процене земљишта, јер је царство прилагодило све монетизованој економији карактеристичној за седамнаести век. Методе процене које су се користиле у периоду султана Сулејмана биле су погодне за обезбеђивање правилне расподеле прихода војсци феудалне коњице која је тада чинила главнину османских снага. Међутим, до краја века, потреба за готовином за подизање пешадијске војске која је користила мускете, натерала је централну владу да реформише свој систем поседовања земљишта и да прошири праксу пореске пољопривреде, што је такође уобичајена метода прикупљања прихода у савременој Европи. У ствари, седамнаести век је био период значајне експанзије у османској бирократији, а не контракције или пада. Ове промене, супротно тврдњама ранијих историчара, изгледа да нису довеле до раширене корупције или угњетавања од степена већег од онога што се може приметити међу европским државама тог периода. Османлије, као и друге европске државе, бориле су се током седамнаестог века да би се суочиле са наглим растом трошкова, али су до краја успеле да успоставе реформе које су им омогућиле да уђу у осамнаести век са буџетским суфицитом. Према речима Линде Дарлинг, "приписивање османских буџетских дефицита из седамнаестог века паду царства оставља необјашњив престанак ових дефицита у осамнаестом веку."

## Стручни консензус 21. века
Склањајући се са идеје пропадања, данашњи историчари Османског царства најчешће на период након султана Сулејмана, или шири период од 1550. до 1700. године, као на трансформацију. Улога економске и политичке кризе у дефинисању овог периода је кључна, али исто тако је и њихова привремена природа, јер је османска држава на крају била у стању да опстане и прилагоди се свету који се мења. Такође, све већи нагласак је на месту Османског царства у компаративној перспективи, посебно са државама Европе. И европске државе и Османлије су бориле са озбиљном економском и фискалном кризом. Овај период се често назива општа криза седамнаестог века, и стога су потешкоће са којима се суочавало Османско царство преобликоване не као јединствене за њих, већ као део општег тренда који је утицао на читав европски и медитерански регион. Према речима Ехуда Толедана, "И у Европи и у Османском царству, те промене су трансформисале државе и начине на које су војно-управне елите водиле и финансирале ратове. Суочавање са тим огромним изазовима и проналажењем одговарајућих одговора кроз море социоекономских и политичких промена су, у ствари, прича о османској историји из 17. и 18. века, а њихова главна карактеристика била је изузетна адаптација на нове реалности, уместо пада и дезинтеграције, која је одражавала сналажљивост, прагматизам и флексибилност у мишљењу и деловању османске војно-управне елите, а не њихова неспособност. Тако, по речима Дане Сајди: "Без обзира на то шта се може мислити о индивидуалном ревизионистичком раду, или о одређеном методу или оквиру, кумулативни ефекат науке показао је емпиријску и теоријску неважећу тезу о паду, и понудио приказивање интерно динамичне османске државе и друштва, она је такође утврдила упоредивост Османског царства са другим - претежно европским - друштвима и политичким организацијама, и истовремено ревидирала постојећу шему периодизације. Тако се може сажети стручна сагласност 21. века о периоду након султана Сулејмана:
Историчари Османског царства одбацили су нарацију о паду у корист кризе и адаптације: након што је погођено тешком економском и демографском кризом крајем шеснаестог и почетком седамнаестог века, Османско царство је прилагодило свој карактер од војно освајачке државе на ону територијално стабилнију, бирократску државу чија главна брига више није било освајање нових територија, већ извлачење прихода са територија које су већ контролисане док је подупирала свој имиџ као бастион сунитског ислама.— Џејн Хадавеј, са прилозима Карла Барбира,  Арапске земље под османском владавином, 1516–1800, (Pearson Education Limited, 2008), стр. 8–9.

## Белешке
1. ↑  "Оријентални деспотизам" био је термин који се користи у марксистичким историјским анализама. Описана је визија блискоисточне државе и друштва у којој је сва власт била концентрисана у рукама апсолутног владара, који је контролом целе земље у царству спречио независну појаву изворне буржоазије, и тако учинио капитализам немогућим. Овај концепт, или други сличан, дуго је служио као темељни принцип у проучавању економске историје Османског царства и уопште у азијским друштвима, иако је, како је то зацртао Захари Локмен, "у стварности заснована на сировим генерализацијама и веома погрешним разумевањем њихове (азијске) друштвене историје и друштвене структуре.[68]